# Bernhard I van Anhalt

Kaart van Anhalt na de deling van 1259.
Anhalt-Bernburg

Bernhard I van Anhalt (circa 1218 - 1287) was van 1244 tot 1259 samen met zijn broers vorst van Anhalt. Rond 1259 verdeelden zij hun gebieden en werd Bernhard de eerste vorst van Anhalt-Bernburg. Bernhard stamde uit de dynastie der Ascaniërs en werd de stamvader van de linie Anhalt-Bernburg.

## Levensloop
Hij was de tweede zoon van vorst Hendrik I van Anhalt en Irmgard van Thüringen, dochter van landgraaf Herman I van Thüringen.
In 1244 trok zijn vader zich terug als heerser en droeg het bestuur over aan zijn zoons: Hendrik II, Bernhard en Siegfried I.
Hoewel vaak wordt aangenomen dat de drie broers hun erfenis direct na de dood van hun vader in 1252 verdeelden, bleven ze aanvankelijk samen regeren. Op 14 juli 1259 namen ze gezamenlijk de bescherming over het Klooster van Gods genade bij Calbe op zich. Een jaar eerder hadden ze echter al afzonderlijk de overdracht van het dorp Buro bij Coswig aan de Duitse Orde bevestigd. Een delingsverdrag is niet overgeleverd, maar na 1259 was Anhalt feitelijk in drie delen verdeeld.
Bij de verdeling kreeg Bernhard Anhalt-Bernburg rond de stad Bernburg en de voogdij over het klooster Nienburg.

## Huwelijk en nakomelingen
Op 3 februari 1258 huwde Bernhard I in Hamburg met Sophia van Denemarken, dochter van koning Abel van Denemarken. Ze kregen volgende kinderen:
- Johan I (overleden in 1291), vorst van Anhalt-Bernburg
- Albrecht I (overleden in 1324), bisschop van Halberstadt
- Bernhard II (1260 - 1323), vorst van Anhalt-Bernburg
- Hendrik (overleden in 1324), prior in het dominicanenklooster Sint-Catharina in Halberstadt
- Rudolf
- Sophia (overleden na 1322), huwde in 1282 met graaf Diederik II van Hohnstein